# Байнгаузен
Байнгаузен (нім. Beinhausen) — громада в Німеччині, розташована в землі Рейнланд-Пфальц. Входить до складу району Вульканайфель. Складова частина об'єднання громад Кельберг.
Площа — 2,63 км2. Населення становить 88 ос. (станом на 31 грудня 2020).